# Legenda No. 17
Legenda No. 17 (russisk: Легенда №17) er en russisk biografisk sportsfilm fra 2013 instrueret af Nikolaj Igorevitj Lebedev. Filmen er baseret på den sovjetiske ishockeystjerne Valerij Kharlamovs sportskarriere og på den legendariske første ishockeykamp ved Summit Series mellem Sovjetunionen og Canada.
Ved den russiske filmprisuddeling "Den Gyldne Ørn" modtog filmen seks priser, herunder prisen for "bedste film". Filmskaberne modtog Den Russiske Føderations Statspris.

## Handling
Filmens handling begynder i 1956 med barndomsminder, hvor der løbes med tyre i Spanien, hvorfra Kharlamovs mor oprindelig var fra. Herfra springer handlingen til Moskva i 1967, hvor den unge ishockeyspiller kommer i kontakt med den berømte træner Anatolij Tarasov i den store klub CSKA Moskva, der imidlertid sender Valerij og hans ven Aleksandr Gusevtil til en lavere rangeret klub i Tjebarkul i Tjeljabinsk oblast. Efter at have tilpasset sig vanskelighederne ved at spille for en mindre klub viser han sine evner, og han vender herefter tilbage til CSKA. Kharlamov består alle Tarasovs tests og bliver langsomt en af de førende angribere i CSKA og på Sovjetunionens landshold. Træneren sammensætter en angrebstrio bestående af Mikhailov-Petrov-Kharlamov. Sideløbende er der intriger involverende Tarasov, da et højtstående medlem af kommunistpartiets centralkomité har et horn i siden på Tarasov, fordi Tarasov på et tidspunkt havde smidt centralkomité-medlemmets søn af holdet. Kharlamov afviser dog at tage del i intrigerne.
Sideløbende med udviklingen i Kharlamovs ishockeykarriere udvikler han et kæresteforhold til Irina Smirnova, der støtter Kharlamov i situationer, hvor han har modgang.
Efter en skandalekamp mellem USSR's landshold og Spartak Moskva, hvor Tarasov tager sit hold af isen, da kampens dommere er bestukket (centralkomité-medlemmet støtter Spartak som led i intrigerne mod Tarasov), bliver Kharlamov involveret i en trafikulykke og brækker benet. Han kæmper for at komme tilbage, så han kan deltage i den første kamp i Summit Series mellem USSR og Canada. Kampen tiltrækker sig stor opmærksomhed i Vesten og i USSR, da det er det første møde i historien mellem USSR og Canadas professionelle ishockeyspillere. Tarasov er blevet udskiftet som træner, men den nye landstræner Vsevolod Bobrov udtager Kharlamov.
De sovjetiske ishockeyspillere ankommer til Montreal, hvor canadierne er sejrsikre og arrogante inden den store højt profilerede kamp. USSR kommer bagud 0-2, men spiller sig tilbage i kampen, i høj grad takker være Kharlamov, der modtager stående ovation fra det canadiske publikum. I pausen beder den canadiske træner spilleren Bobby Clarke om at "neutralisere" spiller nr. 17, og Clarke smadrer i næste periode sin hockeystav på Kharlomovs dårlige knæ. På trods af skaden vender Kharlamov tilbage til isen, hvor han leverer assist til USSR's syvende mål i kampen, der vindes 7-3 med Kharlamov som en af de helt centrale spillere.

## Medvirkende
- Danila Kozlovskij som Valerij Kharlamov
- Svetlana Ivanova som Irina Sergejevna Smirnova
- Oleg Mensjikov som Anatolij Tarasov
- Boris Sjjerbakov som Boris Sergejevitj Kharlamov
- Nina Usatova